# Triangle de Gonesse

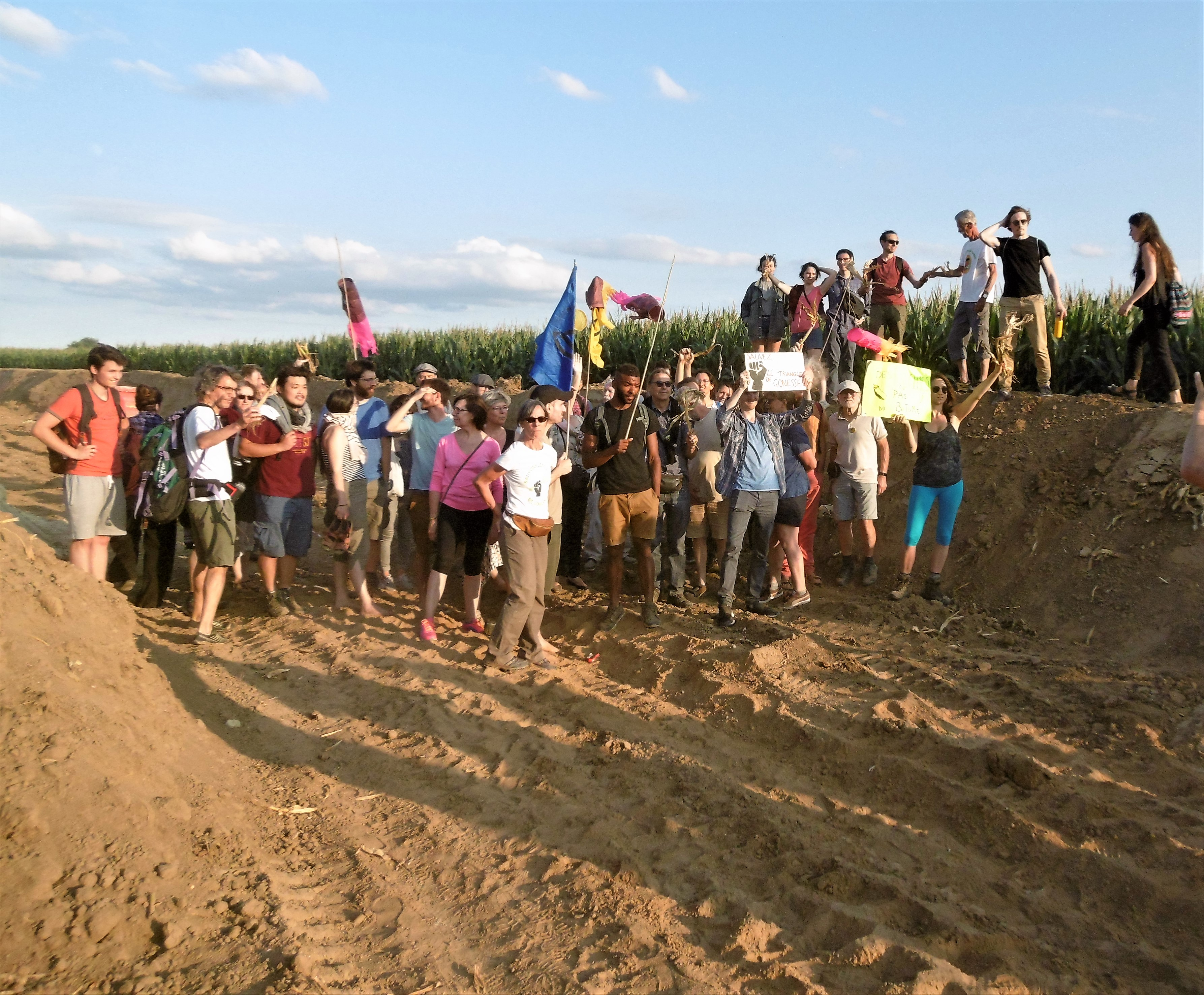
Visite du début du chantier de la gare Triangle de Gonesse (ligne 17), le 13 juillet 2019, côté chemin de la justice, la visite est organisée par les opposants au projet (CPTG).

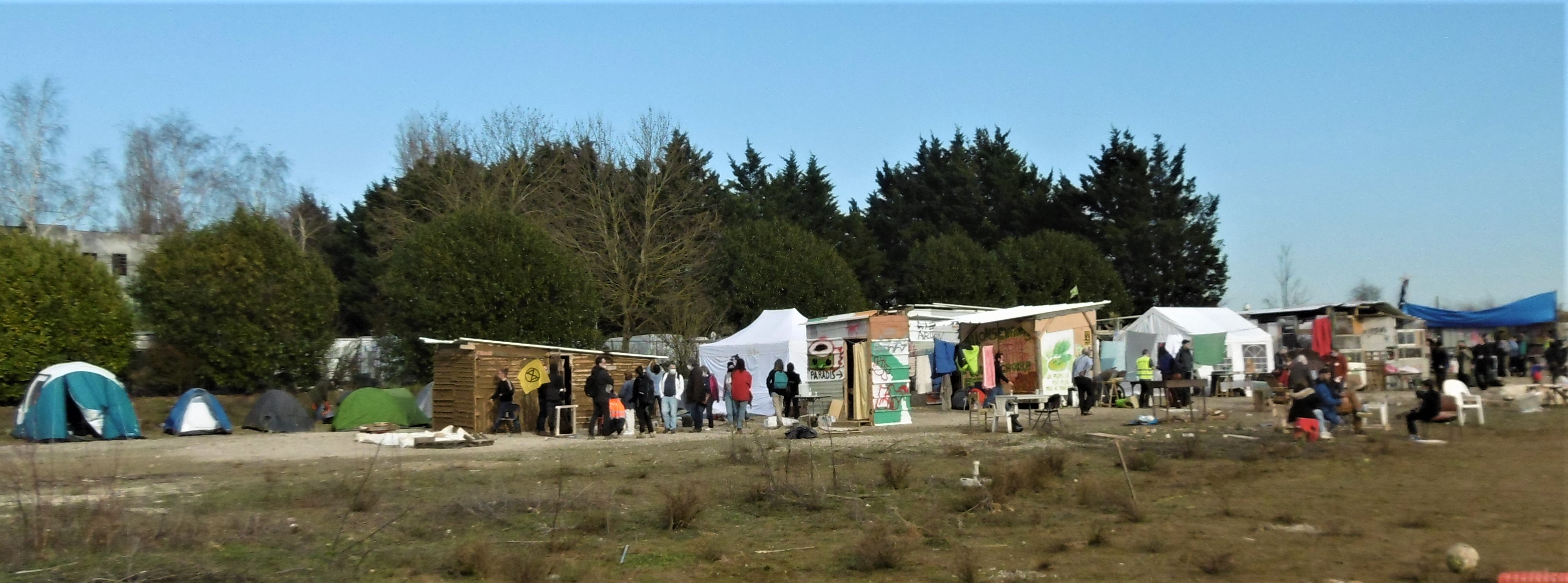
Installation de la ZAD de Gonesse sur le site de stockage du chantier (terrain appartenant à l'EPFIF).

Le Triangle de Gonesse est une zone située au Nord de Paris sur la commune de Gonesse dans le Val-d'Oise et qui fait l'objet de débats au sujet de son évolution future, notamment dans le cadre de l'opposition à la construction de EuropaCity puis de la station de métro Gonesse et de la ligne de métro associée.

## Lutte environnementale
Du 7 au 23 février 2021, l'occupation de cet espace par des manifestants s'est faite dans le cadre d'une zone à défendre (ZAD). Les occupants demandaient l’abandon de la station Gonesse, car elle est prévue en plein champ, menace plusieurs hectares de terres agricoles et marquerait le départ de l’artificialisation de ces 280 hectares de terres. La friche occupée par l'ex-ZAD du triangle de Gonesse appartient à l’établissement public foncier d'Île-de-France (EPFIF), d’après le Collectif pour le Triangle de Gonesse (CPTG). La zone est évacuée sans heurt par la police pour permettre la reprise du chantier. 
Le 25 mars 2022, le tribunal administratif de Cergy-Pontoise déboute neuf associations de défense de l'environnement dans leur recours visant l'octroi du permis de construire pour la future station. En octobre 2022, le projet est également confirmé par le Conseil d'État.

## Conflits territoriaux
Administrativement le nord et l’ouest du Triangle de Gonesse est situé sur le Val-d’Oise (Gonesse, Roissy-en-France, Vaudherland, Bonneuil-en-France) tandis que la partie sud s’étend sur la Seine-Saint-Denis (Aulnay-sous-Bois, Villepinte, Le Blanc-Mesnil). Il est également dans le périmètre de la région Île-de-France mais en dehors du périmètre de la Métropole du Grand Paris. Cependant le Triangle de Gonesse a fait l’objet de la première édition de l'appel à projets Inventons la Métropole du Grand Paris (2017), c’est donc un territoire d’influence métropolitaine. Ce concours proposait de candidater sur un terrain de 35 ha s’intégrant au complexe composé d’EuropaCity (76 ha), de la ZAC du Triangle de Gonesse (125 ha), et de la gare Triangle de Gonesse.
Les projets de transports publics se structurent en référence à l'aéroport de Roissy. Vu comme concurrente du CDG Express, le tracé de la ligne 17 du Grand Paris Express a été dessiné à dessein via le Triangle de Gonesse afin de l’urbaniser telle une « page blanche ». Enfin l’État intervient directement sur ce territoire : il est l’initiateur du projet EuropaCity et il a aussi annoncé son abandon en novembre 2019, et coordonne le devenir de l’aménagement à la suite du rapport de Francis Rol-Tanguy et la concertation préfectorale en novembre 2020.
Les positions des collectivités diffèrent : certaines villes de Seine-Saint-Denis se sont opposées ouvertement à l'artificialisation du site du Triangle de Gonesse, tandis que le conseil départemental du Val-d'Oise soutient l’aménagement en avançant la création d’emplois et d’activités sur son territoire. La Région ne s’est pas exprimée, tandis que l’État et la Métropole soutiennent un projet d'activités rayonnant sur ce territoire. Ces positions ne reflètent pas celles des communes concernées qui sont beaucoup plus nuancées en fonction des retombées locales d’une telle initiative. Un manque de concertation a été observé par la CNDP qui a dénoncé en juin 2018 un saucissonnage des différents projets (Europacity, la ZAC et la gare) sur les 270 ha du périmètre global.